# サムシング・ニュー (ビートルズのアルバム)
『サムシング・ニュー』（Something New）は、1964年7月にアメリカ合衆国で発売されたビートルズの5作目のアルバムである。

## 解説
『サムシング・ニュー』は米キャピトル・レコードの編集アルバムである。ジャケットにはエド・サリヴァン・ショーでのステージ写真が用いられた。映画『ビートルズがやって来る ヤァ!ヤァ!ヤァ!』のサウンドトラック『A Hard Day's Night』は映画会社ユナイテッド・アーティスツから発売され、キャピトルは"A Hard Day's Night"をタイトルにしたアルバムを発売できない契約だったため『サムシング・ニュー』として編集し、発売した。
イギリス盤『ハード・デイズ・ナイト』収録曲からの8曲と、EP『ロング・トール・サリー』に収録されている「スロウ・ダウン」「マッチボックス」、「抱きしめたい（ドイツ語）」の計11曲が収録された。しかしその一方、「ア・ハード・デイズ・ナイト」、「恋する二人」、「キャント・バイ・ミー・ラヴ」の3曲は未収録となった。
『ビルボード』誌のアルバム・チャートでは9週連続最高位2位だった。アメリカだけで200万枚以上のセールスを記録している。
他のアメリカ編集盤と同じく長らく未CD化だったが、2004年にボックスセットとして発売された『The Capitol Albums Vol.1』でモノラルとステレオ両方のヴァージョンが初CD化された。

## 収録曲
特記がない限り、アルバム『ハード・デイズ・ナイト』からの収録。
| #         | タイトル                                            | 作詞・作曲           | リード・ボーカル       | 時間  |
| --------- | --------------------------------------------------- | -------------------- | ---------------------- | ----- |
| 1.        | 「ぼくが泣く」(I'll Cry Instead)                    |                      | ジョン・レノン         | 1:49  |
| 2.        | 「今日の誓い」(Things We Said Today)                |                      | ポール・マッカートニー | 2:39  |
| 3.        | 「エニイ・タイム・アット・オール」(Any Time At All) |                      | ジョン・レノン         | 2:13  |
| 4.        | 「家に帰れば」(When I Get Home)                     |                      | ジョン・レノン         | 2:18  |
| 5.        | 「スロウ・ダウン」(Slow Down)                       | ラリー・ウィリアムズ | ジョン・レノン         | 2:55  |
| 6.        | 「マッチボックス」(Matchbox)                        | カール・パーキンス   | リンゴ・スター         | 1:58  |
| 合計時間: | 合計時間:                                           | 合計時間:            | 合計時間:              | 13:52 |

| #         | タイトル                                               | 作詞・作曲                                 | リード・ボーカル                      | 時間  |
| --------- | ------------------------------------------------------ | ------------------------------------------ | ------------------------------------- | ----- |
| 1.        | 「テル・ミー・ホワイ」(Tell Me Why)                    |                                            | ジョン・レノン                        | 2:10  |
| 2.        | 「アンド・アイ・ラヴ・ハー」(And I Love Her)           |                                            | ポール・マッカートニー                | 2:32  |
| 3.        | 「すてきなダンス」(I'm Happy Just To Dance With You)   |                                            | ジョージ・ハリスン                    | 1:58  |
| 4.        | 「恋におちたら」(If I Fell)                            |                                            | ジョン・レノン ポール・マッカートニー | 2:22  |
| 5.        | 「抱きしめたい（ドイツ語）」(Komm, Gib Mir Deine Hand) | レノン＝マッカートニー＝ニコラス＝ヘルマー | ジョン・レノン ポール・マッカートニー | 2:19  |
| 合計時間: | 合計時間:                                              | 合計時間:                                  | 合計時間:                             | 11:21 |

## クレジット
- ジョン・レノン - ボーカル、リズムギター、ピアノ（「今日の誓い」）
- ポール・マッカートニー - ボーカル、ベース
- ジョージ・ハリスン - リードギター、バッキング・ボーカル、リード・ボーカル（「すてきなダンス」）
- リンゴ・スター - ドラム、タンバリン、ボンゴ・クラベス（アンド・アイ・ラヴ・ハー）、リード・ボーカル（「マッチボックス」）
- ジョージ・マーティン - ピアノ（「スロウ・ダウン」「マッチボックス」「テル・ミー・ホワイ」）

## チャート成績・認定

### チャート成績
| チャート (1964年)             | 最高位 |
| ----------------------------- | ------ |
| US Billboard Top LPs          | 2      |
| 西ドイツ (Offizielle Top 100) | 38     |

### 認定
| 国/地域                    | 認定        | 認定/売上数 |
| -------------------------- | ----------- | ----------- |
| カナダ (Music Canada)      | Gold        | 50,000^     |
| アメリカ合衆国 (RIAA)      | 2× Platinum | 2,000,000^  |
| ^ 認定のみに基づく出荷枚数 |             |             |